# Jurkova Voľa
Jurkova Voľa é um município da Eslováquia, situado no distrito de Svidník, na região de Prešov. Tem 7,41 km² de área e sua população em 2018 foi estimada em 84 habitantes.

## Demografia
| Ano:        | 1994 | 2004    | 2014 | 2024   |
| ----------- | ---- | ------- | ---- | ------ |
| Broj ljudi: | 88   | 75      | 84   | 77     |
| Razlika:    |      | -14,77% | +12% | -8,33% |

| Ano:               | 2023 | 2024   |
| ------------------ | ---- | ------ |
| Número de pessoas: | 79   | 77     |
| Diferença:         |      | -2,53% |